# 维利耶勒巴克勒
维利耶勒巴克勒（法語：Villiers-le-Bâcle，法語發音：[vilje lə bakl] ⓘ）是法国法兰西岛大区埃松省的一个市镇，属于帕莱索区。

## 地理
维利耶勒巴克勒（48°43'32"N, 2°7'33"E）面积6.03 平方千米，位于法国法蘭西島大區埃松省，该省份为法国北部内陆省份，北起上塞纳省和马恩河谷省，西接厄尔-卢瓦省和伊夫林省，南至卢瓦雷省，东临塞纳-马恩省。
与维利耶勒巴克勒接壤的市镇（或旧市镇、城区）包括：图叙勒诺布勒、沙托福尔、圣雷米莱舍夫勒斯、伊韦特河畔日夫、萨克莱、圣欧班。

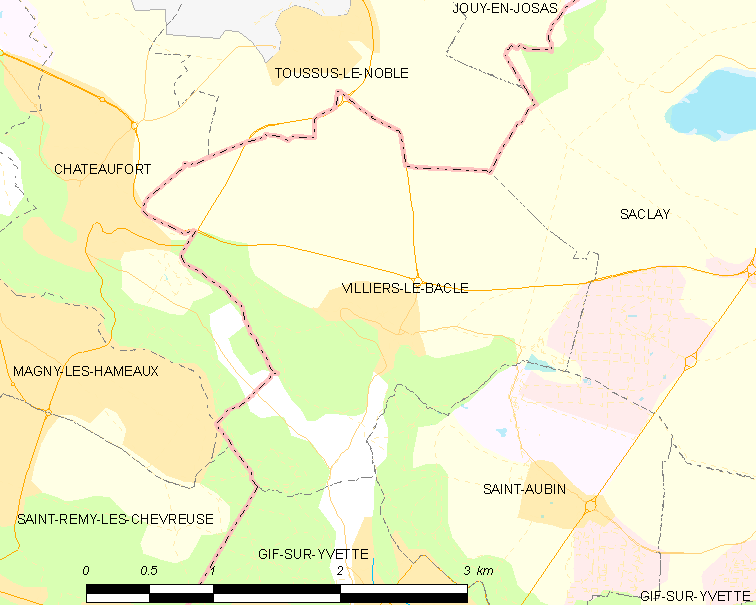
维利耶勒巴克勒的OSM定位图

维利耶勒巴克勒的时区为UTC+01:00、UTC+02:00（夏令时）。

## 行政
维利耶勒巴克勒的邮政编码为91190，INSEE市镇编码为91679。

## 政治
维利耶勒巴克勒所属的省级选区为伊韦特河畔日夫县。

## 人口

1962-2008年间维利耶勒巴克勒人口变化图示

维利耶勒巴克勒于2022年1月1日时的人口数量为1040人。